# Muhannad
Mouhannad (arabe : مهند), ou Mouhanned, parfois écrit Moganned, (1969 - 21 avril 2011), également connu sous le nom d'Abou Anas, est un djihadiste d'origine saoudienne qui dirigeait le bataillon des Moudjahid arabes en Tchétchénie depuis le décès d'Abou Hafs al-Ourdani en novembre 2006. Des sources russes le présentaient comme « le représentant d'Al-Qaïda en Tchétchénie ».

## Biographie
Il naît en 1969, probablement en Arabie saoudite. Cependant, d'autres sources affirment qu'il était de nationalité jordanienne et que son véritable nom est Khaled Youssef Mohammed al-Emirat.
Il était considéré comme un combattant expérimenté, ayant participé à de nombreux conflits, notamment dans les Balkans, aux Philippines et en Afghanistan. Mouhannad rejoint la Tchétchénie à la fin des années 90. Selon le Comité national antiterroriste (NAK), il aurait contribué au financement de l'insurrection caucasienne par le transit de fonds fournis par Al-Qaïda.
Selon le quotidien arabe Asharq Al-Awsat basé à Londres, Mouhannad a combattu les Forces armées de la fédération de Russie sous les ordres du saoudien Ibn al-Khattab, leader des Moudjahid arabes tchétchènes lors de la seconde guerre de Tchétchénie (1999-2000). Le Kremlin le considérait comme une autorité religieuse respectée au sein des militants.
Le 9 décembre 2006, il est promu émir du bataillon des Moudjahid arabes en Tchétchénie à la suite du décès d'Abou Hafs al-Ourdani, abattu par les autorités russes le 26 novembre 2006. Sa nomination à la tête du régiment de combattants arabes étrangers créé par Khattab en 1995 a été perçue comme l'un des signes de la radicalisation du mouvement séparatiste tchétchène
Le 7 juillet 2007, il devient le premier député (naib) d'Amir Magas, commandant des forces séparatistes tchétchènes et successeur officiel de Chamil Bassaiev.
En février 2008, Mouhannad est annoncé mort, tué par les autorités russes. Toutefois, l'annonce de son décès est réfutée peu de temps après par Dokou Oumarov, ex-président de la « république d'Itchkérie », devenue l'Émirat du Caucase depuis le 31 octobre 2007.
Selon le quotidien russe Russia Today, Mouhannad était soupçonné d'être un agent de la nébuleuse terroriste Al-Qaïda infiltré dans le Caucase, tout comme l'ont été avant lui Abou al-Walid et Abou Hafs al-Ourdani. Le Comité National antiterroriste (NAK), l'accusait d'être le responsable de nombreuses attaques-suicides perpétrées dans la région.
Le 6 avril 2009, Muhannad apparaît sur une vidéo de 3 minutes pour annoncer la nomination d'Oumalat Magomedov à la tête de Sharia Jamaat, branche islamiste de l'Émirat du Caucase au Daghestan, en remplacement d'Amir Muaz, tué le 5 février 2009.
Le 12 mai 2009, Dokou Oumarov confirme son statut d'émir des combattants étrangers dans un décret ayant pour but la création d'un organe consultatif au sein de l’Émirat du Caucase.
À l'été 2010, il compte parmi les opposants à Dokou Oumarov, à la suite de l'annonce controversée de sa démission de ses fonctions d'« émir » de l’Émirat du Caucase. Malgré la défection du militant saoudien et de plusieurs autres cadres militaires, Oumarov se maintient à la tête du mouvement.

## Décès
Muhannad est mort le 21 avril 2011 dans les environs de Serjen-Iourt, en Tchétchénie, abattu au cours d'une opération antiterroriste menée par les autorités russes. L'annonce de son décès a été confirmée par les militants le lendemain de l'attaque. Il est brièvement remplacé par un certain Abdullah Kurd à la tête des Moudjahid arabes en Tchétchénie.